# Pentanoylchlorid
Pentanoylchlorid je organická sloučenina, chlorid kyseliny valerové; patří tedy mezi acylhalogenidy. Je to bezbarvá, těkavá a žíravá kapalina.